# Aeroportul Santa Cruz/Graciosa Bay/Luova
Aeroportul Santa Cruz/Graciosa Bay/Luova (IATA: SCZ, ICAO: AGGL) este un aeroport din Insulele Solomon.
Situat la o altitudine de 5 m, aeroportul dispune de o singură pistă.